# Kostel Nanebevzetí Panny Marie (Starkoč)
Kostel Nanebevzetí Panny Marie je římskokatolický, neorientovaný, filiální kostel ve Starkoči, patřící do farnosti Zbyslav. Je chráněn jako kulturní památka České republiky. Vlastníkem kostela je obec Starkoč.

## Historie
První písemná zmínka o obci je z roku 1352, kdy v místě stávala tvrz a je zde doložena i existence farního kostela. Původní gotický kostel je roku 1714 popisován jako malý a tmavý s jednou věží a dvěma zvony. Fara přesídlila roku 1717 do nedaleké Zbyslavi. Současný vrcholně barokní kostel byl postaven v roce 1738 nákladem hraběnky Josefy z Thunu, rozené z Oettigen-Wallerstein. Opravován byl kostel v letech 1875 až 1876, ale již v roce 1909 se objevily trhliny. Další oprava proto proběhla v roce 1936.

## Poloha
Silueta kostela na malém návrší nad východní stranou vesnice je dobře viditelná ze silnice I/17 Čáslav – Chrudim při cestě z Čáslavi za obcí Vrdy po levé straně. Kostel je obklopen hřbitovem s ohradní zdí, do které je vsazeno devět mramorových figurálních náhrobníků rodiny majitelů vesnice Chotouchovských z Nebovid z druhé poloviny 16. a počátku 17. století.

## Architektura
Stavba je svým půdorysem a hmotovým uspořádáním zjednodušenou replikou typu kostela, který v roce 1732 navrhl K. I. Dienzenhofer pro Vysoké Chvojno a Počaply u Berouna. Jednolodní stavba s mohutnou hranolovitou věží v průčelí je dominantou bývalého žehušického panství i obce. Nároží kostela jsou zaoblená. Sakristie je situována na severní straně. Fasáda kostela je členěny lizénami, okna i portál jsou rámovány jednoduchými šambránami. Vnitřek kostela je plochostropý.

## Interiér
Hlavní oltář pochází z počátku 18. století, další vybavení pak z poloviny 18. století. Oltářní obraz, který je údajně dílem žáka Petra Brandla, je umístěn v broumovském klášteře, v kostele je umístěna jeho reprodukce.  

## Bohoslužby
Pravidelné bohoslužby se v kostele nekonají.

## Galerie

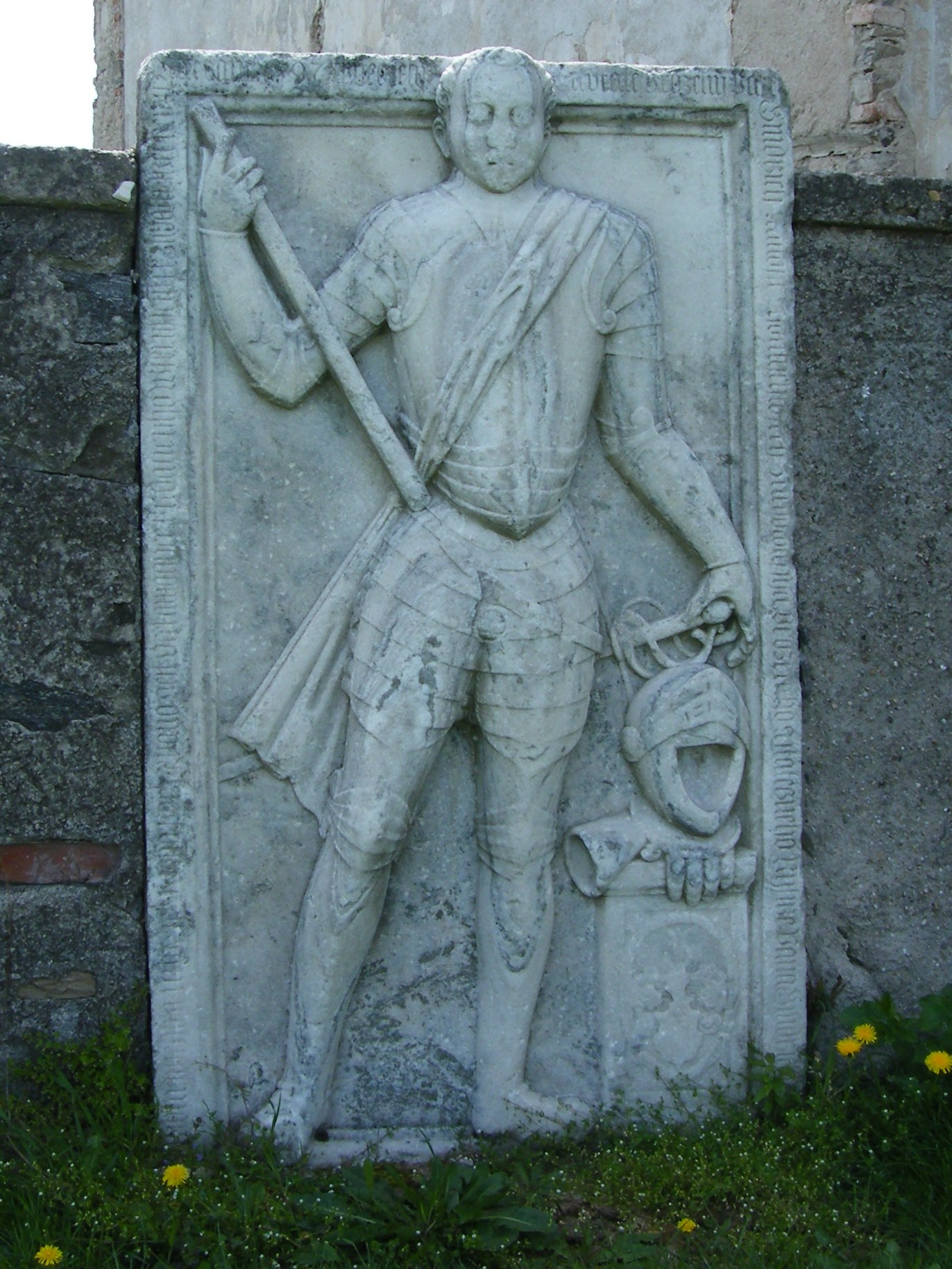
Náhrobník
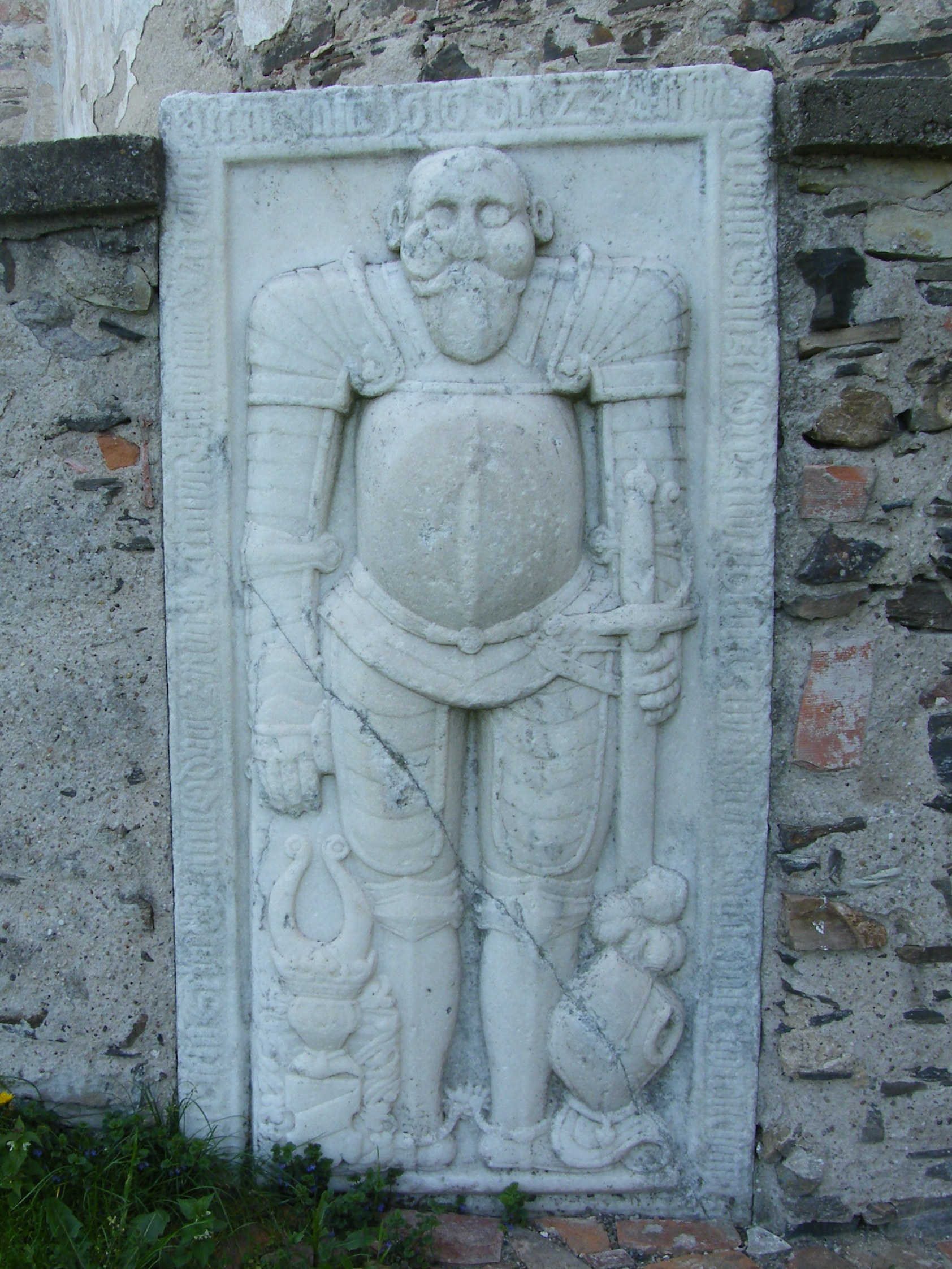
Náhrobník
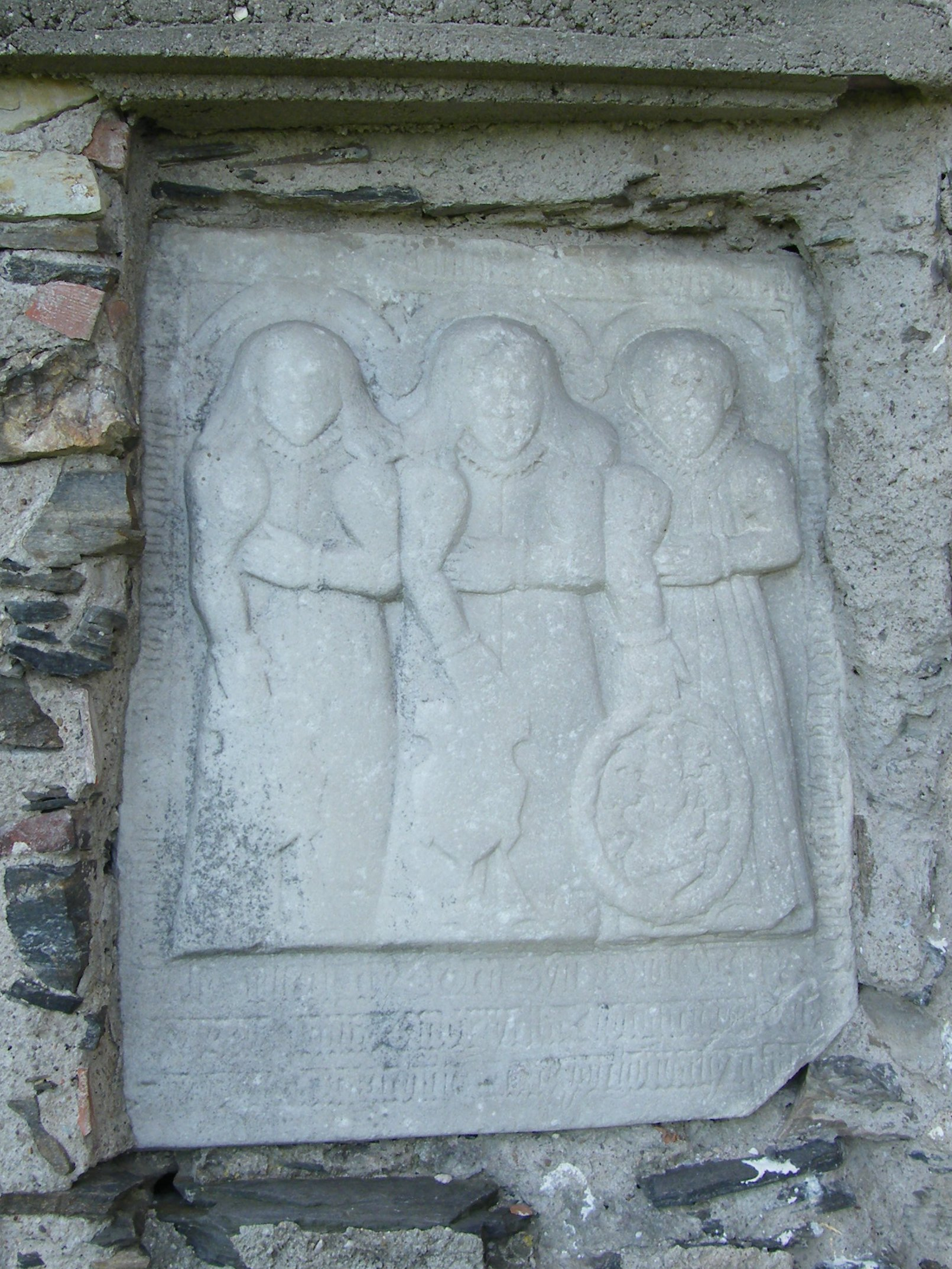
Náhrobník
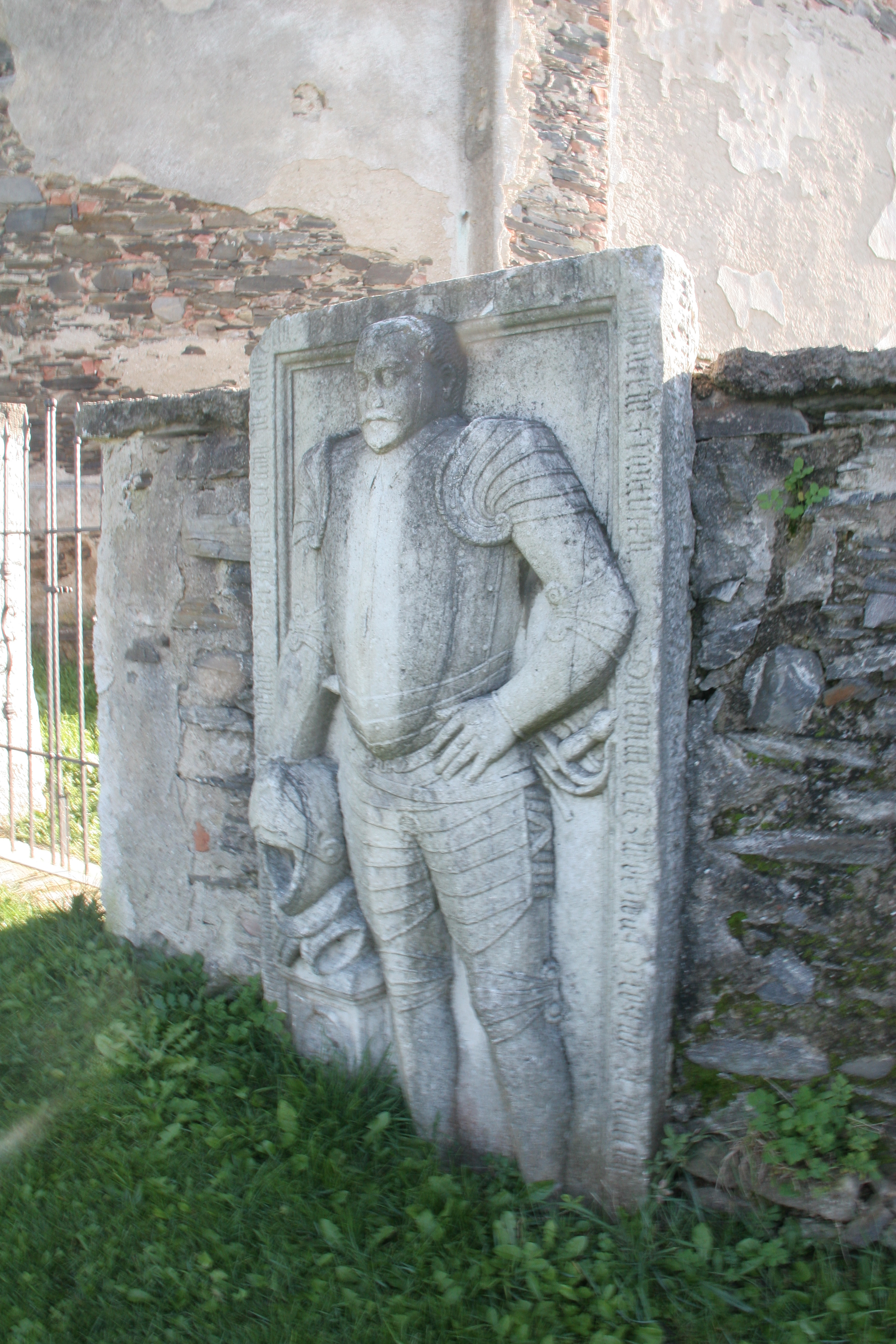
Náhrobník
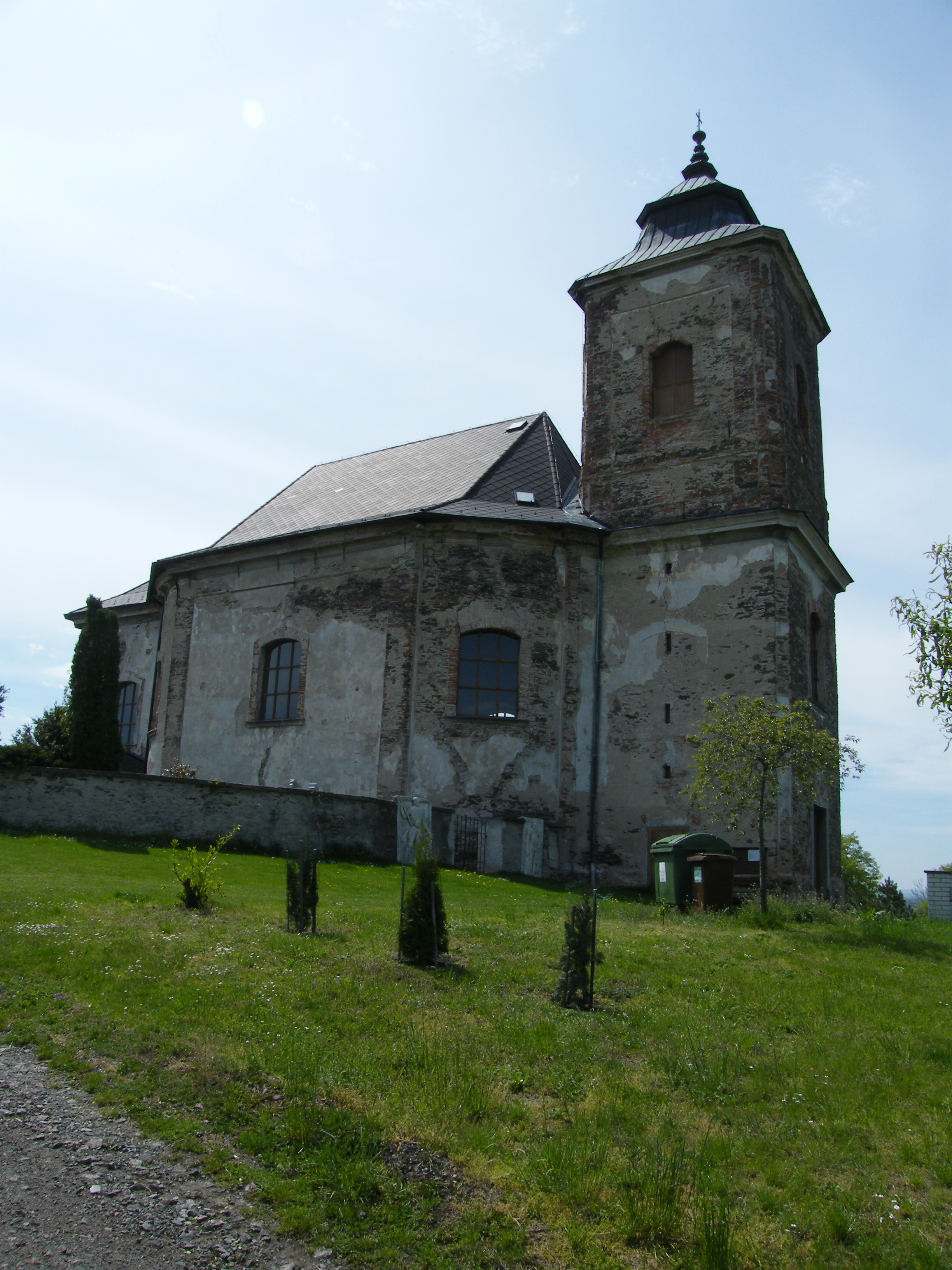
Kostel
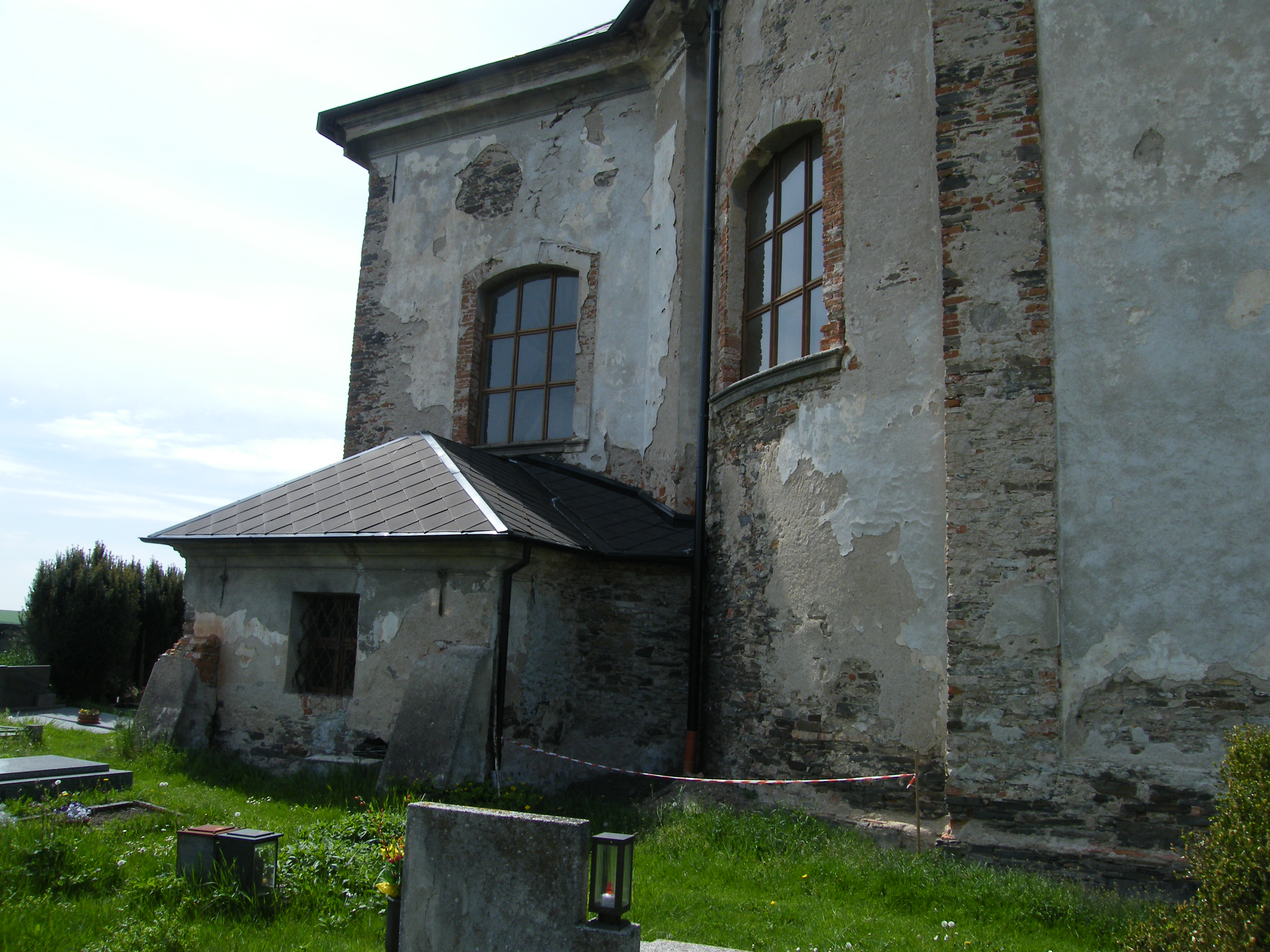
Kostel
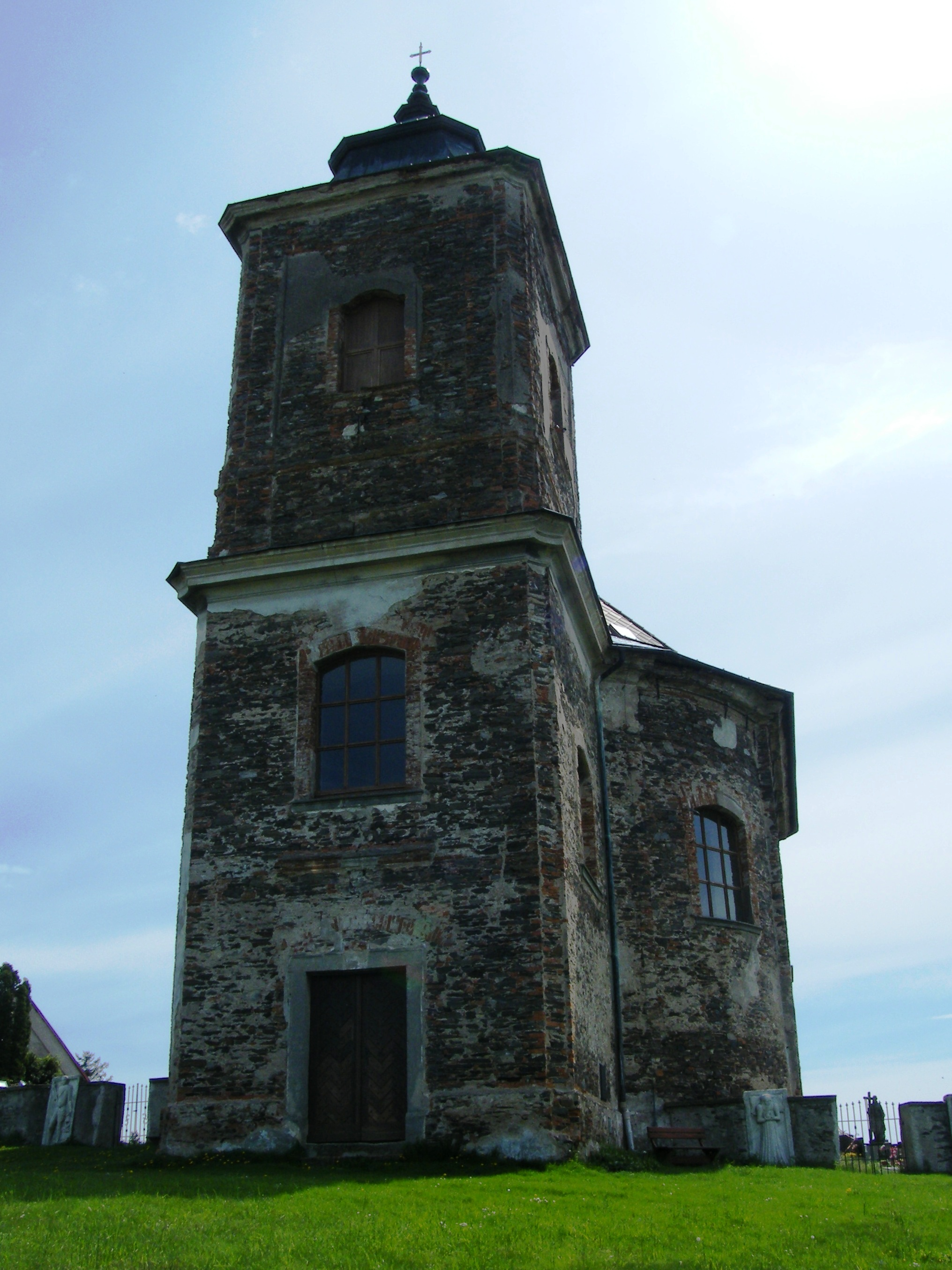
Věž